# Дівчата і танки
Дівчата і танки (яп. ガールズ&パンツァー, нім. Girls und Panzer) — аніме та манґа 2012 року. Публікація манґи почалася 5 червня, а трансляція аніме-серіалу в Японії — 9 жовтня. Режисером аніме виступив Цутому Мідзушіма, а продюсером — Кійоші Сугіяма. Також у створенні Girls und Panzer брав участь Такаакі Судзукі, який раніше виступав військово-історичним консультантом серіалів Strike Witches та Upotte!!.

## Назва
На обкладинці манґи та в опенінгу серіалу назва вказана японською мовою (катаканою) та латиницею. Назва на латиниці складається із англійського слова Girls (укр. дівчата), німецького сполучника und (укр. та), а також слова panzer, яке присутнє в обох цих мовах. Англійською воно означає «танки» або «танкові війська», а німецькою — «танк» (в однині). Японське назва — це транслітерація із англо-німецького. Таким чином, на українську мову назву можна перекласти як «Дівчата й танки» або як «Дівчата й танк».

## Сюжет
У сюжеті твору йдеться про школярок, що воюють на танках. У світі, де відбувається дія манґи і аніме, танководство (яп. 戦車道, сенся-до) — це традиційне бойове мистецтво для дівчаток. Головна героїня Нішідзумі Міхо ходить в старшу школу для дівчаток Оараї, де їй необхідно очолити один із танків та взяти участь в чемпіонаті з сенся-до, щоб врятувати школу від закриття.

## Персонажі

### Головні
Міхо Нісідзумі
Сейю: Май Футігамі
Саорі Такебе
Сейю: Аі Каяно
Хана Ісудзу
Сейю: Мамі Одзакі
Юкарі Акіяма
Сейю: Ікумі Накагамі
Мако Рейдзей
Сейю: Юка Ігуті

## Броньована техніка
У серіалі були присутні такі бойові машини:

### Команда школи «Оараї»
- Легкий танк PzKpfw 38(t)
- Середній танк M3 Lee
- Середній танк Тип 89
- Середній танк PzKpfw IV
- Винищувач танків САУ Sturmgeschütz III
- Важкий танк Renault B1 Bis
- Середній танк Type 3 Chi-Nu
- Важкий танк PzKpfw VI Tiger (P)
- Винищувач танків САУ Hetzer

### Команда школи св. Глоріани
- Середній танк Matilda II
- Важкий танк Churchill Mk. VII

### Команда школи «Сандерс»
- Середній танк M4 Sherman
- Середній танк M4A3E8 Sherman
- Середній танк Sherman Firefly

### Команда школи «Анціо»
- Танкетка Carro CV3/33
- Важкий танк Pesante P26/40
- Винищувач танків САУ Semovente da 75/18

### Команда школи «Правда»
- Середній танк Т-34
- Середній танк Т-34-85
- Важкий танк ІС-2
- Важкий танк КВ-2

### Команда школи «Куроморіміне» («Чорний ліс»)
- Середній танк PzKpfw III
- Середній танк PzKpfw V «Panther»
- Важкий танк PzKpfw VI «Tiger»
- Важкий танк PzKpfw VI Ausf. B «Tiger II»
- Надважкий танк PzKpfw VIII «Maus»
- Винищувач танків САУ Ferdinand
- Винищувач танків САУ Jagdpanther
- Винищувач танків САУ Jagdtiger
- Винищувач танків САУ Jagdpanzer IV